# Saint-Pierre-de-Vassols
 Saint-Pierre-de-Vassols  es una población y comuna francesa, en la región de Provenza-Alpes-Costa Azul, departamento de Vaucluse, en el distrito de Carpentras y cantón de Mormoiron.
Está integrada en la Communauté d'agglomération du Grand Avignon.

## Demografía
| 296 | 301 | 281 | 305 | 407 | 433 |
| Para los censos de 1962 a 1999 la población legal corresponde a la población sin duplicidades (Fuente: INSEE [Consultar]) |     |     |     |     |     |